# .my
.my는 말레이시아의 인터넷 국가 코드 최상위 도메인이다. Malaysia Network Information Centre에서 관리한다. 1987년에 개설되었다.

## 2차 도메인
- .com.my: 상업 활동
- .net.my: 네트워크 조직
- .org.my: 영리 조직
- .gov.my: 말레이시아 정부 조직만 쓸 수 있다.
- .edu.my: 말레이시아 교육 조직만 쓸 수 있다.
- .sch.my: 말레이시아 학교만 쓸 수 있다.
- .mil.my: 말레이시아 군사 조직만 쓸 수 있다.
- .name.my: 말레이시아 주민들만 쓸 수 있다.